# Prepotto
Prepotto é uma comuna italiana da região do Friuli-Venezia Giulia, província de Udine, com cerca de 899 habitantes. Estende-se por uma área de 33 km², tendo uma densidade populacional de 27 hab/km². Faz fronteira com Cividale del Friuli, Corno di Rosazzo, Dolegna del Collio (GO), San Leonardo, San Pietro al Natisone, Stregna.

## Demografia
| Variação demográfica do município entre 1861 e 2011                               |
|                                                                                   |
| Fonte: Istituto Nazionale di Statistica (ISTAT) - Elaboração gráfica da Wikipedia |